# Нурлан Сабуров
Нурлан Сабуров  (каз. Нұрлан Әлібекұлы Сабыров, енгл. Nurlan Saburov; Степногорск, Акмолинска област, 22. децембaр 1991) је казахстански стендап комичар.

## Биографија
Нурлан Сабуров је рођен 22. децембра 1991. године у граду Степногорск, Казахстан. Као дете волео је бокс. Након што је завршио школу, преселио се у Јекатеринбург да би стекао високо образовање на Уралском федералном универзитету, Факултет за физичко васпитање. Заједно са својим пријатељима организовао је комичне наступе у баровима и концертним просторима.
Крајем априла 2019. Јутјуб канал LABELCOM објавио је прву епизоду хумористичне емисије "Шта је било следеће?" домаћин је био Сабуров, који тренутно има 7,52 милиона претплатника.
У мају 2020. Форбс је уврстио Сабурова у категорију нових медија „30 испод 30“. Они наводе да је Сабуровов хонорар за перформансе 10.000 долара.
Априла 2023. године Сабуров је по 1. пут наступио у Београду.

## Друштвени положај
У априлу 2022, док је био на турнеји по Сједињеним Државама, Сабуров је био праћен протестима, повицима из публике и говорима локалне украјинске дијаспоре у којима је захтевао да стендап комичар проговори о руској инвазији на Украјину.
Дана 15. априла 2022. стендап шоу који је требало да се одржи у предграђу Чикага одложен је на неодређено време.

## Лични живот
Нурлан је ожењен Дајаном Сабуровом, коју је упознао као студент у Јекатеринбургу. Пар има двоје деце.